# Dark Tooth Encounter
Dark Tooth Encounter is een muziekproject van Gary Arce. De band maakt deel uit van de Palm Desert Scene.
In 2008 kwam het eerste album Soft Monsters uit. Het is een experimenteel rockalbum waar onder andere Mario Lalli en Scott Reeder als gastmusici aan mee hebben gewerkt. 

## Discografie
- 2008 - Soft Monsters